# Stetsonia
Stetsonia é um gênero botânico da família cactaceae.

## Espécie
Stetsonia coryne